# Chaperiopsis annulus
Chaperiopsis annulus is een mosdiertjessoort uit de familie van de Chaperiidae. De wetenschappelijke naam van de soort is voor het eerst geldig gepubliceerd in 1870 door Manzoni.